# نيكولاس ماير
نيكولاس ماير (بالإنجليزية: Nicholas Meyer) (و. 1945  م) هو مخرج أفلام، وكاتب سيناريو، ومنتج أفلام، وكاتب، وروائي، ومخرج أمريكي، ولد في نيويورك.

## التعليم
تعلم في جامعة آيوا.

## جوائز وترشيحات
حصل على جوائز منها:
جوائز
- جائزة زحل
- 10th Saturn Awards [الإنجليزية]‏
- 7th Saturn Awards [الإنجليزية]‏

ترشيحات
- جائزة الأوسكار لأفضل كتابة

ترشح لـ:
- جائزة الأوسكار لأفضل كتابة "سيناريو مقتبس"، عن عمل: The Seven-Per-Cent Solution (film) [الإنجليزية]‏.

## وصلات خارجية
- نيكولاس ماير على موقع IMDb (الإنجليزية)
- نيكولاس ماير على موقع روتن توميتوز (الإنجليزية)
- نيكولاس ماير على موقع ألو سيني (الفرنسية)
- نيكولاس ماير على موقع تيرنر كلاسيك موفيز (الإنجليزية)
- نيكولاس ماير على موقع أول موفي (الإنجليزية)
- نيكولاس ماير على موقع قاعدة بيانات الأفلام السويدية (السويدية)
- نيكولاس ماير على موقع إن إن دي بي (الإنجليزية)
- نيكولاس ماير على موقع ديسكوغز (الإنجليزية)
- نيكولاس ماير على موقع قاعدة بيانات الفيلم (الإنجليزية)
- نيكولاس ماير على موقع كينوبويسك (الروسية)